# Школа № 23 (Мелитополь)
Мелитопольская специализированная школа № 23 — учебное заведение в городе Мелитополь Запорожской области.

## История
Годом создания школы считается 1907, хотя первые официальные документы в школьном архиве датированы только 1924 годом. 
В начале XX века здесь учились дети железнодорожников Мелитополя и ближайших станций. Ученики «железнодорожного реального училища» с 2-летним образованием находились на полном государственном довольствии - жили в интернате, получали форму и спецпитание. Позже на базе училища была создана 7-летняя школа № 90. В 1934 году она была преобразована в 10-летнюю школу № 70.
С 1974 года в школе углублённо изучается английский язык.
В 2003 году директором школы стала Наталья Боганец.
В 2007 году школа получила компьютерный класс — одной из последних в городе. А в 2008 году учитель украинского языка Наталья Кидалова победила на конкурсе эссе от кампании «Самсунг» и выиграла для школы второй компьютерный класс.
В 2015 году школа выиграла конкурс, организованный благотворительным фондом братьев Кличко, и получила в подарок новую спортплощадку.
В 2018 году полностью был изменен внешний вид, также с поддержки городской власти были проведены капитальный ремонт школы.

## Внеклассная работа. Достижения
С 2007 года при школе работает детская казацкая организация «Сосновая сечь». В 2011 году ученики школы стали победителями первых Всеукраинских сборов молодёжных казацких организаций.
Школьная команда КВН «Два плюс три» успешно выступает в Лиге КВН Мелитополя.
Школа добивается лучших в городе результатов на городских и областных олимпиадах школьников по английскому и украинскому языкам, а также успешно выступает на олимпиадах по географии, биологии и русскому языку.
Школа ежегодно выдаёт несколько десятков денежных премий ученикам, добившихся лучших успехов в учёбе.

## Известные выпускники
На здании школы установлены мемориальные доски в честь Валерий Передерия, советский воина-интернационалиста, погибшего в Афганской войне, и Михаила Дьякова, украинского военного лётчика, погибшего в АТО.

## Галерея

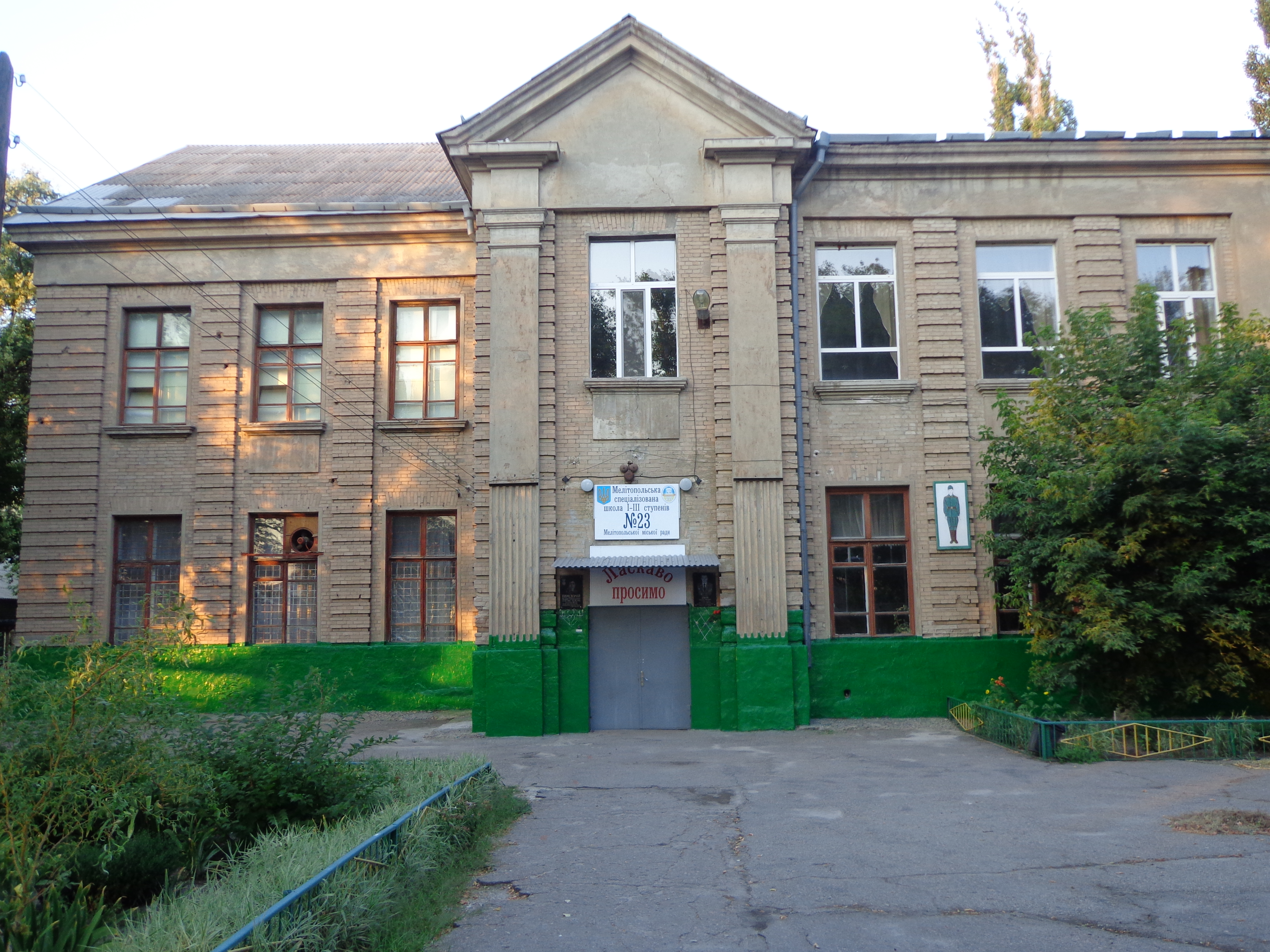
Вход в школу
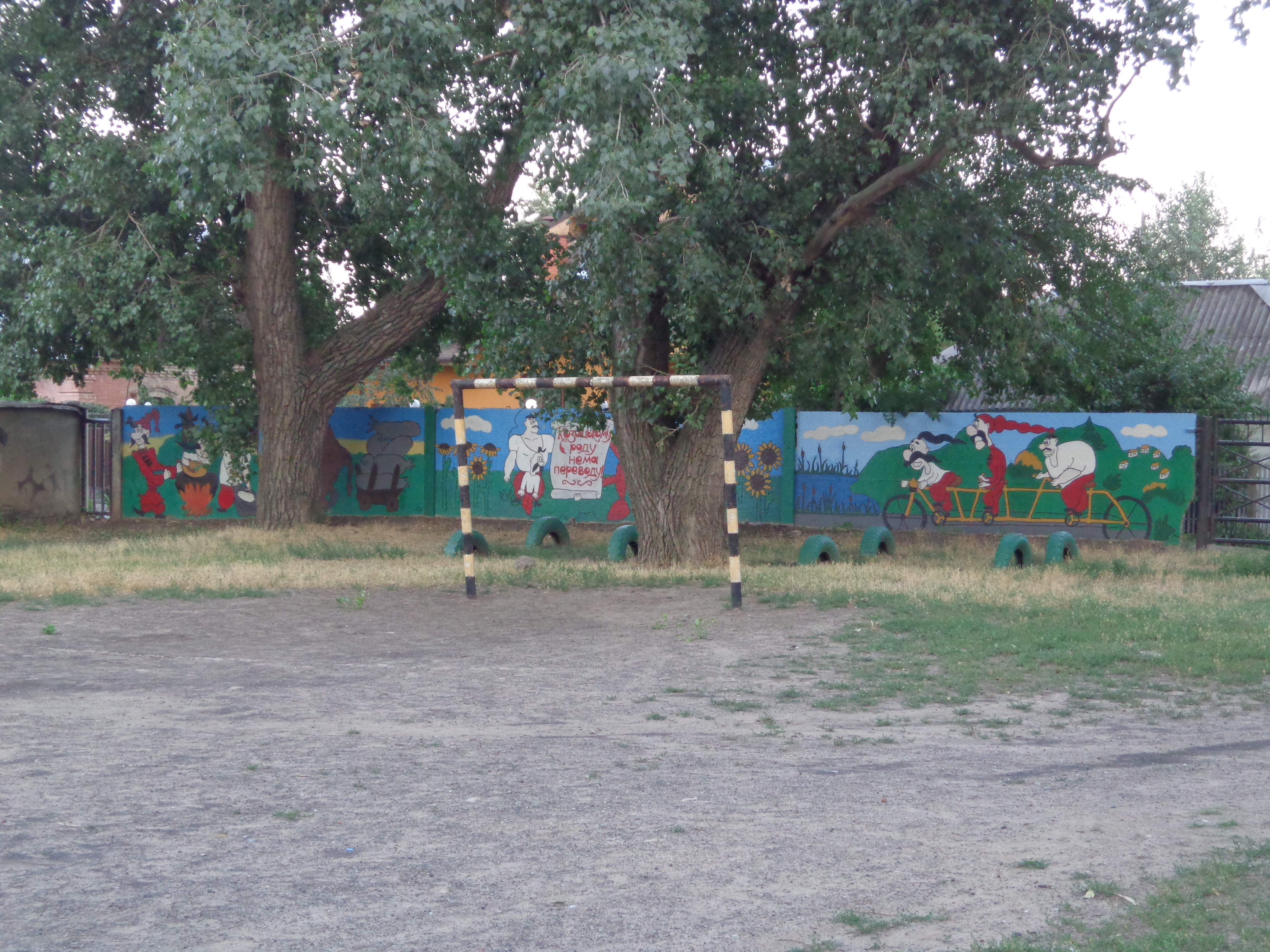
Футбольное поле
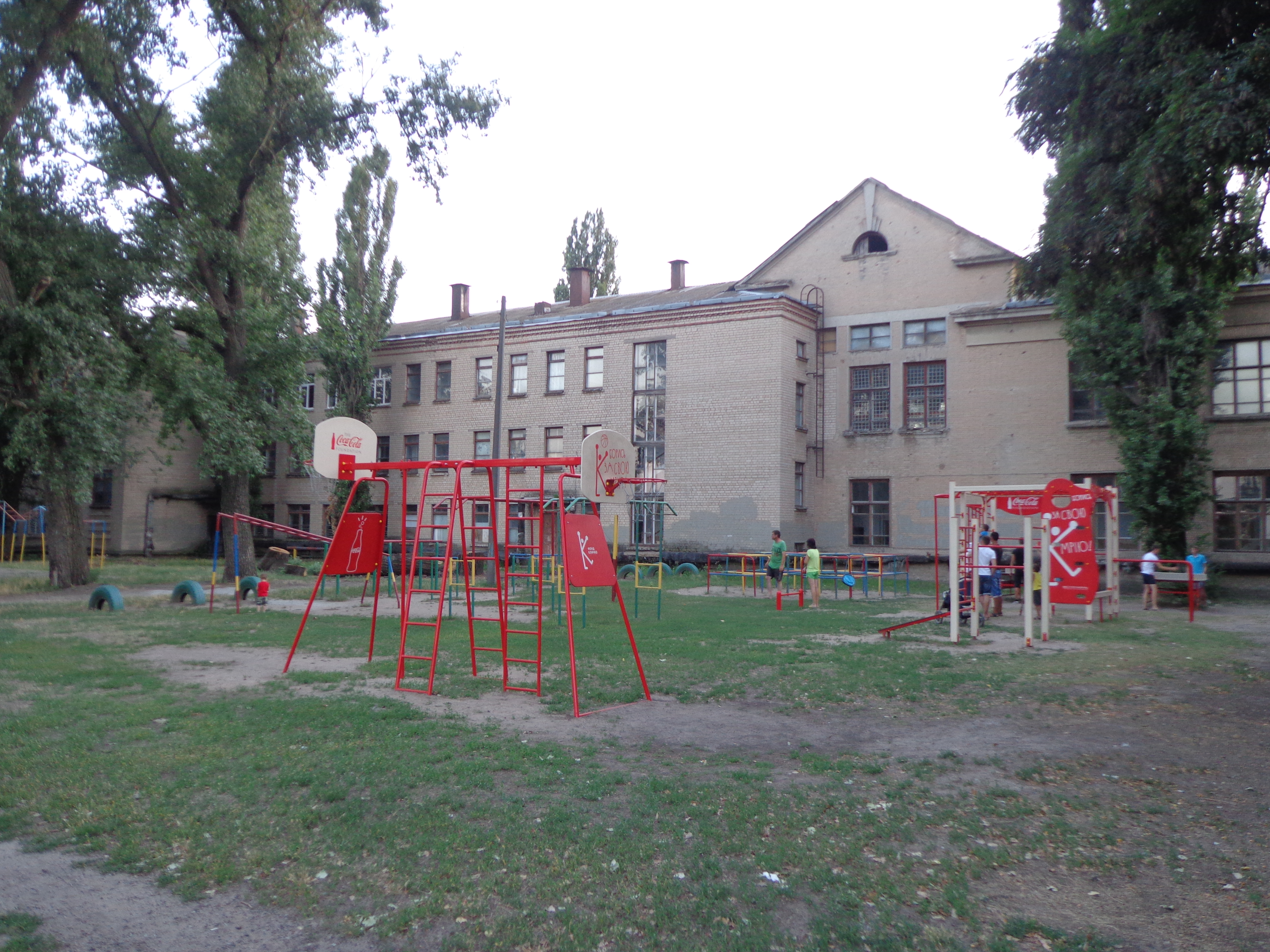
Спортивная площадка
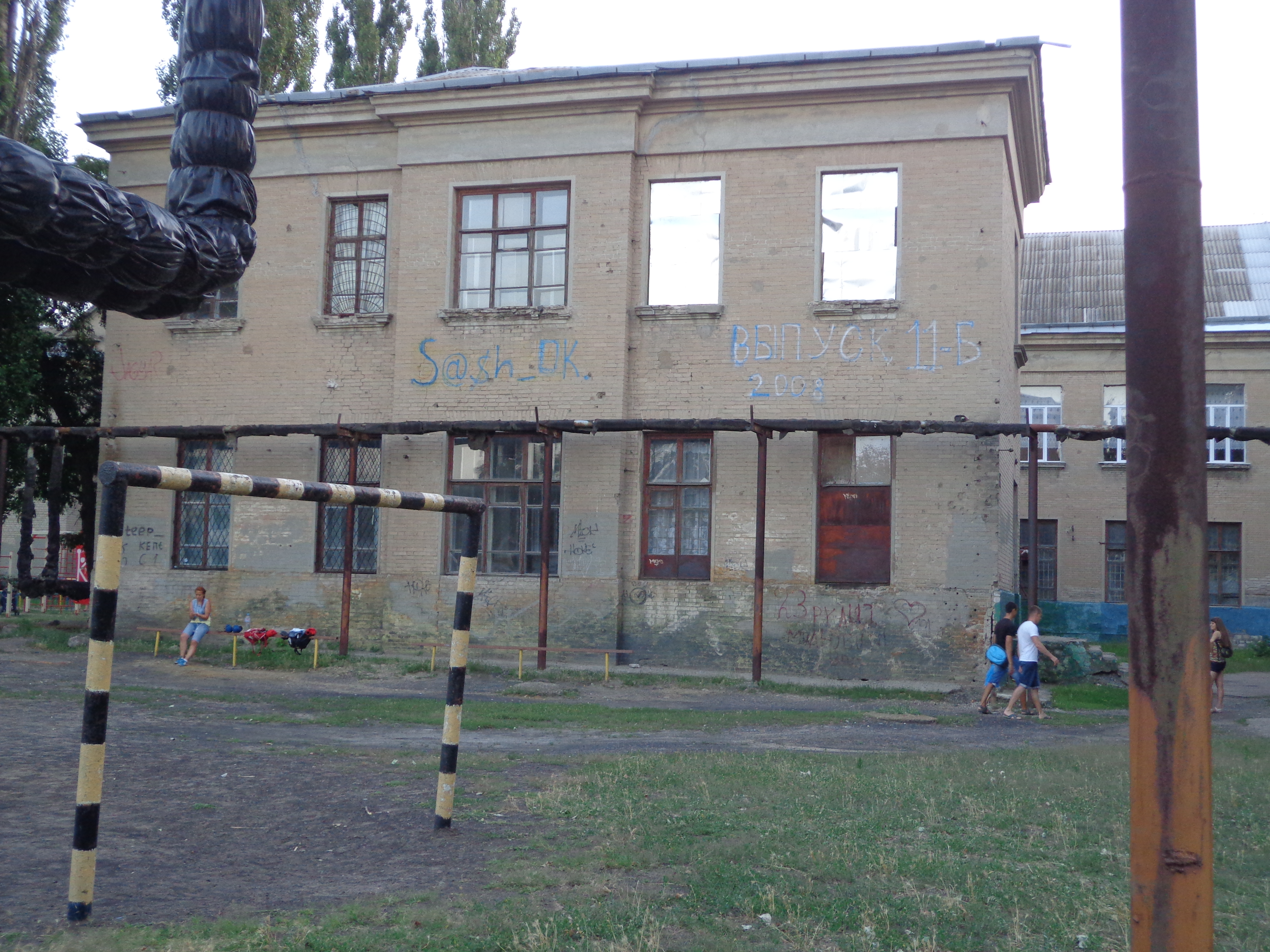
Во дворе школы